# Edmond Lauret
Pour les articles homonymes, voir Lauret.
Edmond Lauret est un homme politique français né le 17 mai 1949. Inspecteur du Trésor, il entre au Sénat français en tant que sénateur de La Réunion le 2 juillet 1995 et achève son mandat le 23 septembre 2001 faute d'avoir été réélu.